# روي ميدلتون
روي ميدلتون (18 سبتمبر 1889 في أستراليا - 19 مارس 1975 بأديلايد في أستراليا) (بالإنجليزية: Roy Middleton)‏ هو لاعب كريكت أسترالي. لعب مع فريق جنوب أستراليا للكريكت ‏.

## وصلات خارجية
- روي ميدلتون على موقع إي آس بي آن كريك إنفو (الإنجليزية)